# Stimulant

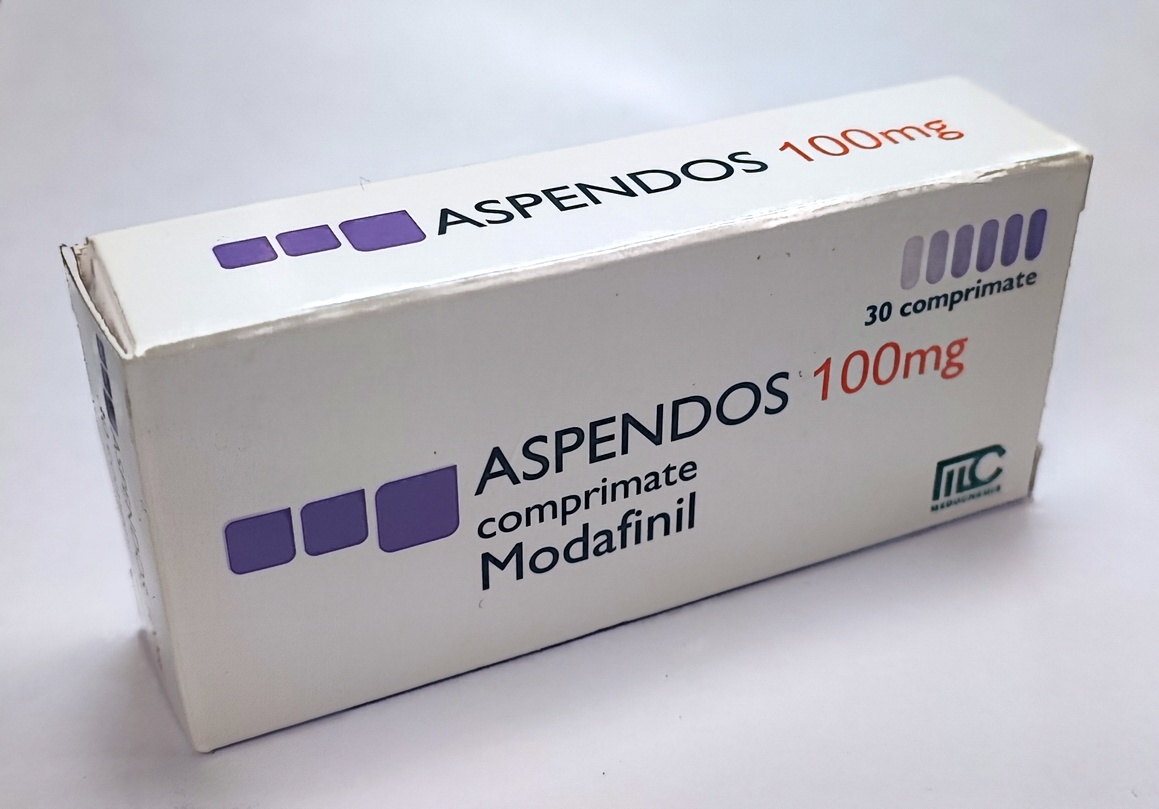
Modafinil (comercializat sub denumirea de aspendos) un stimulant folosit in general pentru tratarea narcolepsiei.

Stimulantele (sau stimulente) sunt o clasă de substanțe care au efect de stimulare a sistemului nervos central. Ele au multiple folosințe ca de exemplu pentru a sporii vigilența, atenția, motivația, dispoziția și performanța fizică. Cele mai comune stimulante sunt cafeina, nicotina, amfetamina, cocaina, metilfenidat și modafinil.
Stimulantele sunt fost folosite de mult timp din motive medicale și non-medicale. Acestea sunt folosite pentru tratarea a multiple condiții, ca de exemplu narcolepsia, tulburarea hiperactivă cu deficit de atenție (ADHD), obezitate, depresie si oboseală. Acestea mai sunt folosite și ca droguri recreative, substanțe care îmbunătățesc performanța și ca nootrope.

## Efecte adverse
Stimulantele pot induce o gamă largă de efecte adverse pe termen scurt și pe termen lung. Profilul efectelor secundare depinde de numeroase variabile. Factorii majori care influențează efectele adverse sunt greutatea corporală a utilizatorului, stimulentul specific utilizat, doza de agent luată și toleranța. Alți factori includ utilizarea altor medicamente și stimulente și aportul oral pe stomacul gol. Efectele adverse ale stimulentelor sunt următoarele: anxietate, agitație, dureri de cap, scădere în greutate, insomnie.